# Geri Jewell
 (février 2022).
Pour les articles homonymes, voir Jewell.
Geraldine Ann "Geri" Jewell (née le 13 septembre 1956) est une actrice américaine, humoriste, consultante en diversité et conférencière de motivation, connue pour ses rôles dans la comédie des années 1980 Drôle de vie et dans les années 2000 dans Deadwood. Elle est connue pour être l'une des premières personnes à participer à une comédie de serie télévisée avec paralysie cérébrale, et elle aide à défendre les intérêts des personnes handicapées tout au long de sa carrière. Elle est également une défenseuse de la communauté LGBT depuis qu'elle a affiché publiquement son homosexualité dans son autobiographie en 2011.

## Biographie
Originaire de Buffalo, New York, Jewell est l’enfant de Olga et Jack Jewell. Elle a deux frères, David et Fred; sa sœur Gloria est décédée en 2016.
En raison d'un accident de voiture, la mère de Jewell qui était enceinte lui a donnée naissance trois mois trop tôt. Ce qui lui cause une paralysie cérébrale diagnostiqué à l'âge de dix-huit mois. En grandissant, les parents de Jewell sont déterminés à ne pas l'élever différemment du reste de leurs enfants, de peur qu'elle ne pense qu'elle n’est pas aussi capable que ses frères et sœurs. Geri dit qu'elle est reconnaissante qu'ils l'aient encouragée à poursuivre ses passions.
Après son diagnostic de paralysie cérébrale, Jewell et sa famille déménage dans le comté d'Orange, en Californie, afin qu'elle ait accès à de meilleurs soins ainsi qu'à des écoles qui peuvent répondre à ses besoins. Jewell fréquente une école privée pour enfants atteints de paralysie cérébrale et y reste jusqu'à la première année. Après la première année, elle suit un programme d'éducation spéciale dans une école publique, où elle est victime de discrimination. Jewell décrit sa vie scolaire comme solitaire ; elle dit qu'elle n'a jamais eu de meilleure amie en grandissant et qu'elle n'a jamais été en mesure de mettre en pratique ses compétences sociales. Geri explique que cela l’a amenée à être émotionnellement immature pour son âge. Cependant, elle affirmé que, dans l'ensemble, elle a eu une bonne enfance grâce à ses parents et à ses enseignants qui croyaient en elle et encourageaient son talent pour la comédie.
Jewell est inspirée par Carol Burnett à qui elle écrit une lettre alors qu'elle n'a que treize ans. Elle lui demande conseil puisqu'elle veux elle aussi être une actrice comique. Burnett lui écrit : « continuer à mettre un pied devant l'autre jusqu'à ce qu'elle arrive là où elle veut aller », ce que Jewell fait. Plus tard dans sa vie, Jewell va avec une amie voir Carol Burnett se produire. Elle s’assoie au premier rang et peut enfin rencontré son idole d'enfance.
Bien qu'elle  s’intéressée toujours aux arts, Jewell étudie dans un 1er temps la comptabilité et la psychologie à l'université avant de s'engager dans le théâtre. Jewell va dans deux collèges juniors différents, Cypress College, puis Fullerton College. C'est au Fullerton College que Geri se lie d'amitié avec Alex Valdez, un comédien aveugle, qui l’encourage à aller au Comedy Store. Jewell déclare que mûrir émotionnellement était l'une de ses réalisations les plus difficiles. Après avoir abandonné l'université, Jewell commence à travailler comme stand-up comic au Comedy Store en 1978.

## Drôle de vie
En 1980, Jewell se voit offrir un rôle dans Drôle de vie. La série est un spin-off de Arnold et Willy, qui met en vedette Edna Garrett, la femme de ménage de la maison Drummond. Garrett est inscrit dans la nouvelle série en tant que mère au foyer, et plus tard diététiste, à l’école fictive d'Eastland. Jewell est apparu pour la première fois lors de la deuxième saison de la série. Son rôle de Geri Tyler, la cousine de Blair, était révolutionnaire. Elle a été la première actrice handicapée à jouer un rôle récurrent dans une série télévisée. Elle a été sur Drôle de vie pendant douze épisodes et son contrat a pris fin en 1984. Non seulement Jewell est licenciée de Drôle de vie , mais son directeur de l'époque est également arrêté pour détournement de fonds et fraude en valeurs mobilières. Jewell est fauché et sans travail. Dans sa première autobiographie, Geri, publiée en 1984, Jewell a écrit sur la situation, « … J'avais un manager qui était un escroc. Les gens de ma vie me manipulaient et profitaient de moi. Alors Drôle de vie  n'a pas renouvelé mon contrat. Des années plus tard, ils m'ont offert un épisode au cours de la cinquième saison, et mon nouveau manager, Richard Lippin, qui essayait de corriger toutes les erreurs du manager précédent, l'a refusé. Il pensait qu'après tout ce que j'avais fait pour Drôle de vie, c'était une gifle qu'ils ne m'offriraient qu'un seul épisode. Si je l'avais eu à ma façon, je l'aurais accepté de toute façon. Mais je ne le blâme pas, parce qu'il avait raison. Le problème était qu'il pensait que j'étais indispensable, et ils ne l'ont pas fait. Il pensait qu'ils reviendraient avec quelque chose de mieux. Et - oups ! - ils ne l'ont jamais fait. Il m'a dit de ne pas m'en inquiéter, que j'allais trouver un autre travail parce que j'étais très talentueux, et j'ai été la première personne handicapée à innover dans une série. »

## AprèsDrôle de vie
Les années qui ont immédiatement suivi ont été sombres pour Jewell et notamment à cause de sa dépendance aux somnifères. Une biographie à son sujet écrite par Stewart Weiner, également intitulée Geri, est publiée sans son autorisation.
On demande à Jewell de parler à la Maison Blanche de son handicap en 1985. Elle commence son discours : « L'amour et la peur ne peuvent exister en même temps. L'un ne peut exister en présence de l'autre... [les gens] ne naissent pas dans le monde avec des préjugés ; les préjugés sont un comportement appris. La peur est ce qui nous empêche d'aimer véritablement ». Jewell dit au public de la Maison Blanche de faire face d'abord à leurs peurs et à leurs incertitudes afin d'aimer les autres. Ce discours l'a amenée à son prochain chapitre en tant que conférencière motivante.
En 1986, Jewell déclare que son nouveau rôle de défenseuse des personnes handicapées lui permettait de recoller les morceaux de sa vie et de trouver un but. Elle connait également du succès en tant que consultante auprès de Fortune 500 avec la création de meilleurs aménagements et d'une culture plus inclusive pour la main-d'œuvre handicapée.
En 2011, Jewell publie son autobiographie, I’m Walking As Straight As I Can: Transcending Disability in Hollywood and Beyond, qui  par la suite remporte un Golden Halo Award 2013 et le UCP Life Without Limits Award 2013. Elle parle de la frustration d'être constamment choisie uniquement pour son handicap. Bien que la représentation soit importante, a-t-elle dit, elle aurait aimé qu'Hollywood la voie comme une actrice qui pourrait jouer des rôles qui ne sont pas spécifiquement écrits pour une personne atteinte de paralysie cérébrale. Elle écrit également au sujet de son divorce en 2002 avec son mari Richard Pimentel et s’affirme publiquement en tant que lesbienne. Le titre, I'm Walking as Straight as I Can, faisait référence à la fois à sa paralysie cérébrale et à son orientation sexuelle.

## Deadwood
Jewell apparait en tant que personnage récurrent dans la série Deadwood de HBO de 2004 à 2006 et en 2009 dans le film suite.
Dans une interview accordée à Adrienne Faillace pour la Television, Jewell explique comment elle a co-créé son personnage sur Deadwood avec le réalisateur David Milch. Jewell décrit sa première rencontre avec Milch et ses écrivains, et comment, après leur réunion, Milch lui demande « d'oublier tout ce qui s'était passé ». Quand Milch lui dit cela, Jewell dit qu'elle croyait qu’elle n'était plus prise pour le rôle. Mais il l'a surprise, car il voulait qu'elle lui parle de ses idées sur le personnage et qu'elle lui dise ce qu'elle voyait avec précision pour une personne atteinte de paralysie cérébrale au XIXe siècle. Elle a dit qu'elle appréciait son respect pour ses talents d'écrivaine et d'actrice.

## Récompenses
Jewell a reçu de nombreux prix, y compris le Founders Award de 1992, le Independent Living Legacy Award 2005 et un National Rehabilitation Hospital Victory Award (en 2006). Jewell est également récompensé par un Emmy Award pour son rôle dans la série à succès de HBO, Deadwood. La dernière autobiographie de Jewell, I'm Walking as Straight as I Can, a reçu le Gold Award 2012 des Independent Publishers. De plus, Jewel reçoit également le Golden Halo Award 2013 et le UCP Life Without Limits Award 2013.

## Filmographie

### Au cinéma
- 1981   Nice Dreams	dans le rôle d'une patiente.
- 1991	Wisecracks	dans son propre rôle.
- 2006	The Night of the White Pants dans le rôle de Tante Lolly
- 2012	Pie Head: A Kinda' True Story Film	 dans le rôle de Mme. Funker
- 2019	Deadwood, le film dans le rôle de Jewel
- 2019	Carol of the Bells dans le rôle de	Gloria

### A la télévision
- 1980 : The Righteous Apples dans le rôle de Terry	Épisode: "L'amour A Deux Pieds Gauches"
- 1980-1984 : Drôle de vie dans le rôle de Geri Tyler	12 épisodes
- 1982 : I Love Liberty	dans son propre rôle
- 1982 : Two of a Kind dans le rôle d'Irène
- 1985 : Sesame Street dans son propre rôle	Épisode 2065
- 1989 : The New Lassie dans le rôle du Dr. Rita François	Épisode: "Slumber Party"
- 1990 : 21 Jump Street dans le rôle de Rebecca Scanlon	Épisode: "Tends inachevés"
- 2004 : Les Feux de l'amour dans le rôle de Rose	9 épisodes
- 2004-2006 : Deadwood (VF:Annie Le Youdec) dans le rôle de Jewel	23 épisodes
- 2005 : La Vie avant tout dans le rôle de Holly	Épisode: "Promising Treatment"
- 2012 : Alcatraz dans le rôle de Geri Tiller	Épisode: "Cal Sweeney"
- 2014 : Glee dans le rôle d'une productrice de télévision	Épisode: "Le plan de secours"

## Livres
- Jewell, Geri; Stewart Weiner (1984). Geri. New York: Demain.  (ISBN 0-688-02452-1).
- Jewell, Geri (2011). Je marche aussi droit que je peux. Toronto: ECW Press.  (ISBN 978-1-55022-883-0).